# Prionochilus xanthopygius
Prionochilus xanthopygius е вид птица от семейство Dicaeidae.

## Разпространение
Видът е разпространен в Бруней, Индонезия и Малайзия.